# Un amour d'enfant
 (novembre 2022).
La mise en forme du texte ne suit pas les recommandations de Wikipédia : il faut le « wikifier ».
Les points d'amélioration suivants sont les cas les plus fréquents. Le détail des points à revoir est peut-être précisé sur la page de discussion.
- Les titres sont pré-formatés par le logiciel. Ils ne sont ni en capitales, ni en gras.
- Le texte ne doit pas être écrit en capitales (les noms de famille non plus), ni en gras, ni en italique, ni en « petit »…
- Le gras n'est utilisé que pour surligner le titre de l'article dans l'introduction, une seule fois.
- L'italique est rarement utilisé : mots en langue étrangère, titres d'œuvres, noms de bateaux, etc.
- Les citations ne sont pas en italique mais en corps de texte normal. Elles sont entourées par des guillemets français : « et ».
- Les listes à puces sont à éviter, des paragraphes rédigés étant largement préférés. Les tableaux sont à réserver à la présentation de données structurées (résultats, etc.).
- Les appels de note de bas de page (petits chiffres en exposant, introduits par l'outil «  Source ») sont à placer entre la fin de phrase et le point final[comme ça].
- Les liens internes (vers d'autres articles de Wikipédia) sont à choisir avec parcimonie. Créez des liens vers des articles approfondissant le sujet. Les termes génériques sans rapport avec le sujet sont à éviter, ainsi que les répétitions de liens vers un même terme.
- Les liens externes sont à placer uniquement dans une section « Liens externes », à la fin de l'article. Ces liens sont à choisir avec parcimonie suivant les règles définies. Si un lien sert de source à l'article, son insertion dans le texte est à faire par les notes de bas de page.
- La présentation des références doit suivre les conventions bibliographiques. Il est recommandé d'utiliser les modèles {{Ouvrage}}, {{Chapitre}}, {{Article}}, {{Lien web}} et/ou {{Bibliographie}}. Le mode d'édition visuel peut mettre en forme automatiquement les références.
- Insérer une infobox (cadre d'informations à droite) n'est pas obligatoire pour parachever la mise en page.

Pour une aide détaillée, merci de consulter Aide:Wikification.
Si vous pensez que ces points ont été résolus, vous pouvez retirer ce bandeau et améliorer la mise en forme d'un autre article.
Pour plus de détails, voir Fiche technique et Distribution.
Un amour d'enfant est un film sénégalais sorti en 2005. C'est le deuxième long métrage du réalisateur Ben Diogaye Bèye (Sey Seyti). Il met en scène l'éveil amoureux chez des écoliers dakarois. Il relate aussi les relations amicales dans les écoles, la rue, qui sont souvent éprouvées par les évènements de la vie, notamment la séparation.

## Synopsis
L'histoire est celle d'un groupe d'enfants d'une dizaine d'années fréquentant la même école et habitant le même quartier. Omar (Pape Mafall Thioune) et Yacine (Anta Sylla), les deux principaux protagonistes, ressentent leurs premiers émois amoureux et découvrent ainsi la complexité de la vie. Le voyage de Yacine avec ses parents à Saint-Louis crée la séparation des amis. Elle dit à Omar : quand quelqu'un est en voyage, si ses amis lui manquent, il regarde bien la lune, alors au même moment ses amis seront en train de regarder, ailleurs, la même lune et de penser à lui… C'est comme s'ils étaient tous dans la lune en train de s'amuser ensemble". 

## Tournage
Le film est tourné au Sénégal, principalement tourné dans la région de Dakar. Quelques séquences ont été tournées au Parc forestier et zoologique de Hann.

## Fiche Technique
Durée : 1 h 42 min
Genre : Fiction
Support : 35 mm couleur
Thème : Enfance, Amour, Amitié
Année : 2004
Pays : Sénégal
Réalisateur : Ben Diogaye Beye
Scénaristes : Ben Diogaye Beye et Boubacar Boris Diop
Directeur de la photo : Maurice Giraud
Directeur photo (équipe 2) : Francois Poirier
1ʳᵉ assistante realisatrice : Helene Negroni
Script : Martine Dieuzaide
Son : Alioune Mbow
Montage : Abdellatif Raiss
Musique originale : Wasis Diop
Musiques additionnelles : Youssou Ndour et le Super Étoile
Chef decorateur : feu Elhadj Malick Sy
Costumes : Mame Faguèye Bâ
Régisseur general : Thierno Ndiaye
Monteur son : Ludovic Escallier
Mixage : Gildas Mercier
Chef electro machiniste : Arona Camara
Producteur : Ben Diogaye Bèye
Producteur délégué : Ousmane Ndiaye

## Distribution
Les acteurs principaux de ce film sont des enfants,,.
Anta Sylla : Yacine
Pape Mafall Thioune : Omar
Sega Beye : Demba
Fatou Diouf : Ngoné
Habib Diara : Leyti
Omar Seck : Grand Laye
Fatou Fall : Maty
Mamadou Sané : Petit mendiant
Assy Dieng Ba : Mère de Yacine
Ismaïla Cissé : Père de Yacine
Lamine Ndiaye : Commissaire 

## Production & Distribution
Le film est produit par la maison de production audiovisuelle Les Productions du Lion Rouge (Sénégal) a priori. Il est co-produit par le Centre Cinématographique Marocain (CCM), Canal Horizon, mais aussi Canal France International (CFI). 
La distribution, quant à elle, est assurée par la Cinémathèque Afrique de l'Institut Français.

## Récompenses
Lors du Festival panafricain du cinéma et de la télévision de Ouagadougou (Fespaco) 2005, il reçoit le prix Unicef pour la promotion des droits de l'enfant, ainsi qu'une mention spéciale de Signis (Association catholique mondiale pour la communication).